# برشتس‌گادن
برشتس گادن (به آلمانی: Berchtesgaden) یک شهر در آلمان است که در بایرن واقع شده‌است.

## خصوصیات
برشتس گادن ۳۴٫۷۸ کیلومترمربع مساحت دارد ۷۰۰ متر بالاتر از سطح دریا واقع شده‌است.

## نگارخانه

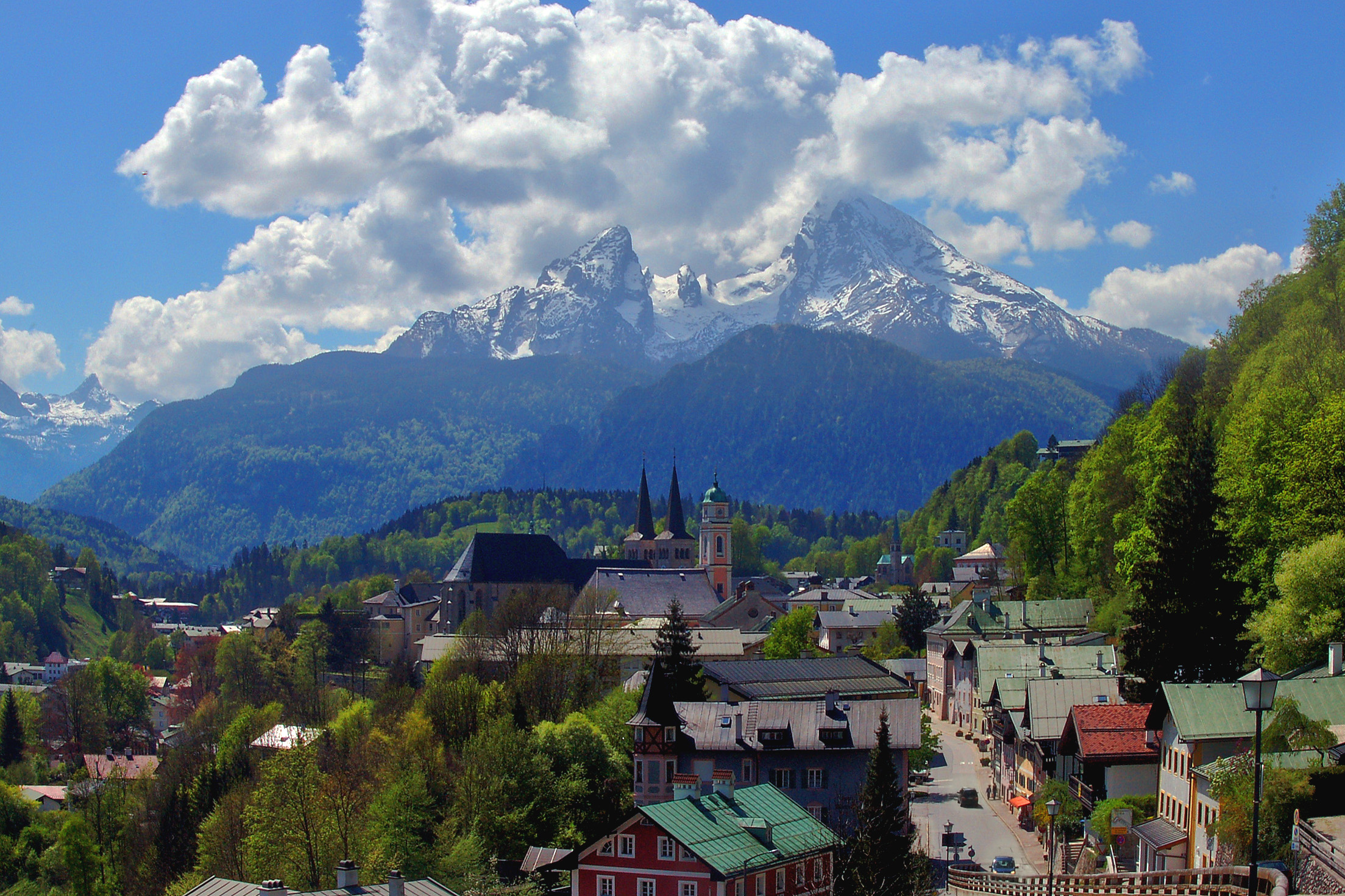
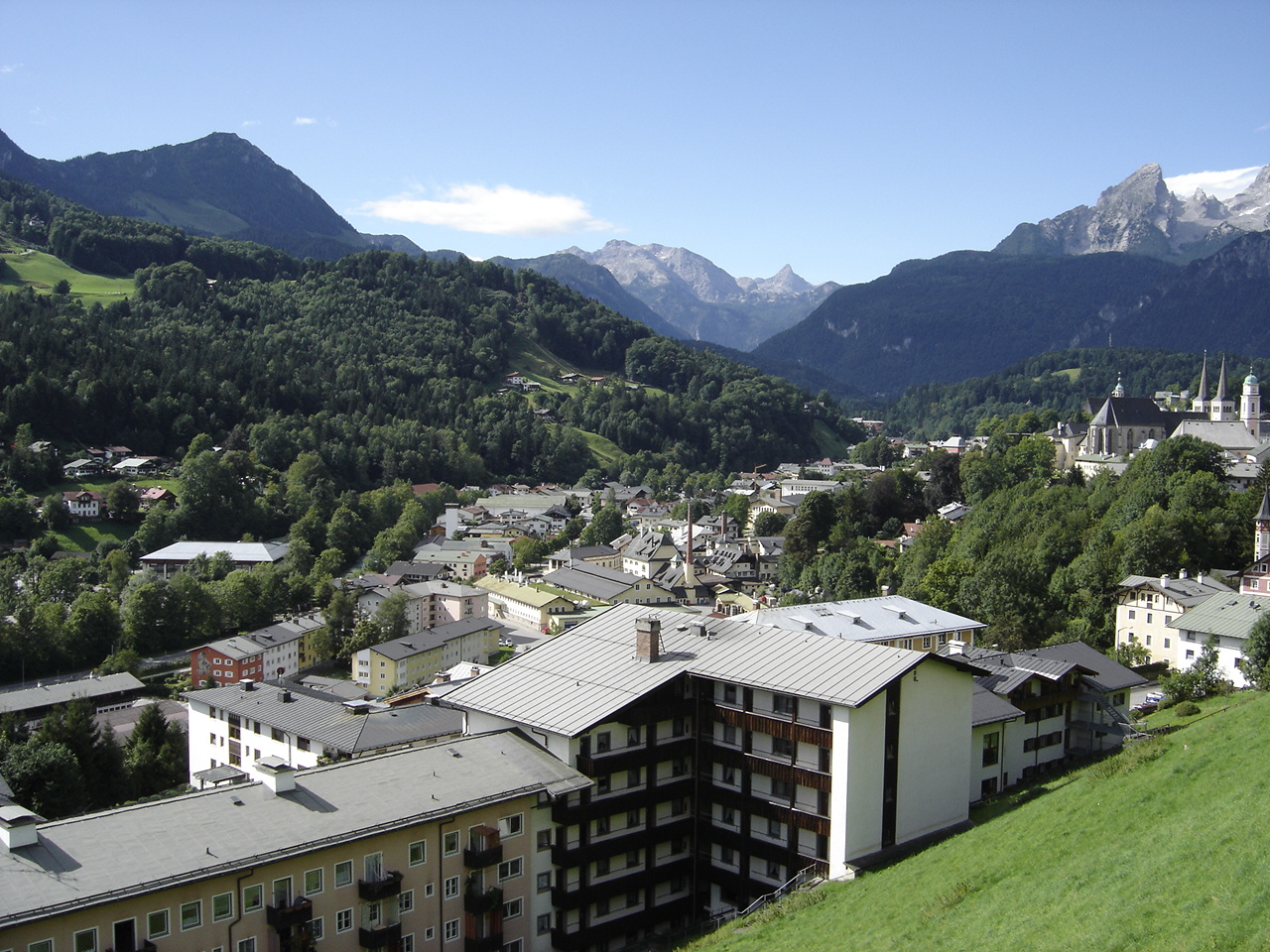